# Key
Key — японська комп'ютерна студія, що спеціалізується на випуску візуальних новел.
Студія заснована 21 липня 1998 року, як підрозділ японської компанії Visual Arts. Штаб-квартира розташована у місті Осака, Японія.
Перший же проєкт компанії, візуальна новела Kanon, що вийшла в червні 1999 року, виявився вельми успішною. Kanon не раз потрапляла в список найпопулярніших ігор на платформах ПК та PS2. Загальний тираж проданих копій на всіх платформах (за виключенням PSP) становить більше 300,000 копій. Наступний проєкт студії: гра Air вийшла у вересні 2000 року. Air стала найуспішнішою грою на платформі ПК у Японії в 2000 році.
Хоча попередні проєкти студії містили в собі елементи ероге (тобто еротичні чи порнографічні зображення), Key відійшли від цього тренду в наступному своєму проєкті Clannad, що вийшов у квітні 2004 року.
Наступний та останній в наш час[коли?] проєкт студії: візуальна новела Kud Wafter вийшла у червні 2010 року.
Key є активним учасником ярмарку аніме і манґа-продукції «Комікет» починаючи з 1999 року, дебютувавши на ній грою «Kanon».
У 2001 році компанія Visual Art's/Key створює свій власний звукозаписний лейбл «Key Sounds Label» для видання музичних альбомів і синглів за власними творами, а в грудні 2007 року запускає власне інтернет-радіо «Key Net Radio»
Крім роботи у ігровій індустрії, компанія співпрацювала з видавництвом ASCII Media Works та студією P.A. Works при створенні серіалу Angel Beats!.